# Эквивалентность Рикардо — Барро

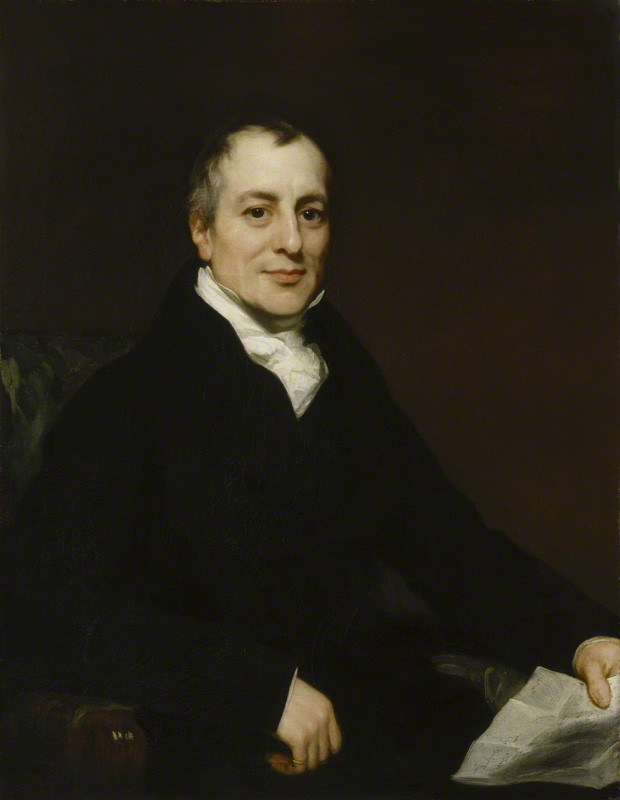
Давид Рикардо, английский экономист XIX столетия, классик политической экономии

Эквивалентность Рикардо-Барро (англ. Ricardo–Barro equivalence), называемая также рикардианской эквивалентностью или теоремой эквивалентности Рикардо-Барро — экономическая гипотеза, согласно которой экономические агенты придерживаются предусмотрительного поведения и при принятии решений о текущем потреблении учитывают будущее бюджетное ограничение правительства.

## Происхождение гипотезы
Государственные расходы могут быть профинансированы за счет налогов или займов. Если фискальные власти прибегают к займам, возникающий долг должен быть погашен за счет будущих налогов. Выбор властей заключается между текущим налогообложением и будущим налогообложением. Британский экономист Давид Рикардо в «Эссе о системе финансирования» в 1820 году предположил, что в случае отложенного налогообложения налогоплательщики будут располагать большими текущими доходами для потребления. Однако они понимают, что в будущем их ожидают высокие налоги, в результате чего они будут больше сберегать, чтобы заплатить будущие налоги. В результате текущий совокупный спрос останется неизменным, благодаря чему, по мнению Риккардо, налогово-бюджетная политика обладает нейтральным эффектом на совокупный спрос.

## Анализ межвременного выбора Роберта Барро
В 1974 году Роберт Барро, профессор экономики Гарвардского университета, опубликовал работу «Являются ли правительственные облигации чистым богатством?». В его модели домохозяйства представлены как поколения семей с бесконечным временным горизонтом. В основе анализа лежало несколько упрощений: для взаимоотношений между поколениями домохозяйств характерен альтруизм, рынки капитала совершенны (процентные ставки по депозитам и кредитам равны), государственные расходы неизменны, а домохозяйства ведут себя рационально. Если правительство финансирует дефицит бюджета, выпуская облигации, семьи будут экономить, чтобы оставить своим детям наследство, достаточное для оплаты высоких налогов в будущем. Таким образом, государственный долг, держателями которого выступают те же домохозяйства, не воспринимается ими как чистое благосостояние.

## Выводы для макроэкономической политики
Идея Рикардо и анализ Барро получили название «эквивалентность Рикардо» или «эквивалентность Рикардо-Барро». Их гипотеза гласит, что в долгосрочном периоде времени дефицит госбюджета не влияет на совокупный спрос в экономике. Объясняется это тем, что увеличение дефицита, финансируемого за счёт займов, впоследствии приводит к увеличению налогового бремени для погашения госдолга. В кейнсианской макроэкономической теории, напротив, предполагается, что налогово-бюджетная политика имеет мультипликативный эффект и оказывает существенное влияние на совокупный спрос в экономике.
Современные эмпирические исследования приходят к смешанным выводам, однако в целом, они отвергают эквивалентность Рикардо в чистом виде. Как правило, гипотеза не подтверждается на низком, а также на очень высоком уровне госдолга. В большей степени она актуальна для внешнего долга в иностранной валюте, который не может быть обесценен за счёт инфляции или девальвации национальной валюты.